# 松浦未唯
松浦 未唯（まつうら みゅう、2000年3月14日 - ）は、日本の女優。グローバルエンターテインメント所属。

## 来歴
- 2007年、料理バラエティ番組『笑顔がごちそう ウチゴハン』の子役オーディションで、2000名を超える応募者の中から妹役に選ばれて芸能界デビュー[2][3]。デビュー決定後、サラエンターテイメント（ジュニア部門）に所属（当初は一般人）。
- 2012年、グローバルエンターテインメントに所属[4]。
- 2017年、品川女子学院高等部在学時に、ダンス部キャプテンとして『日本高校ダンス部選手権』全国大会のビッグクラスで入賞（産経新聞社賞）を果たした。
- 2021年、明治大学国際日本学部在学時に、『CampusAward2021』でネクストモデル・アクトレス賞を受賞。国際日本学部の仲間と結成したMrs．SAMMというダンスグループで『UNI♡KP』5位入賞を果たした。
- 2022年12月1日、森山未唯（もりやま みゅう）名義でウイントアーツ（現:WINT)に所属[5]。

## 出演

### テレビ番組
- 笑顔がごちそう ウチゴハン（2007年4月8日 - 2010年3月21日、テレビ朝日） - 次女・ミュウ
- 水曜日のダウンタウン（2023年11月8日 - 15日、TBS） - 長女・鈴木理沙 役[6]

### テレビドラマ
- 菊次郎とさき 第8話（2007年、テレビ朝日） - 菊次郎（幼少）の継父の子（妹）役
- ゲゲゲの女房 第116回（2010年、NHK） - 村井藍子の上級生 役
- プレミアムドラマ「ドロクター〜ある日、ボクは村でたった一人の医者になった〜」（2012年9月、NHK BSプレミアム） - 門倉・孫娘 役
- ハイスクール歌劇団☆男組（2012年10月6日、CBC） - チームB・マミ 役

### 舞台
- 手塚治虫ドラマシアターVol.3「モモンガのムサ」（2013年4月11日 - 20日、渋谷ギャラリー ル・デコ 5F） - ムサ 役
- 手塚治虫ドラマシアターVol.4「紐」「カノン」（2013年8月7日 - 11日、笹塚ファクトリー）

### 広告
- 味の素 100周年記念ポスターモデル（2009年8月）
- 小田急不動産 リーフィア スチールオール媒体（2010年3月）